# Io sono un campione
Io sono un campione (This Sporting Life) è un film del 1963 diretto da Lindsay Anderson, tratto da un romanzo di David Storey.

## Trama
Frank Machin è un minatore dello Yorkshire che viene assoldato in una squadra di rugby league dall'allenatore dopo una rissa con alcuni giocatori in un pub. La sua indole aggressiva lo porta a diventare presto un campione, ma fuori dal campo di gioco le cose non vanno ugualmente bene. La sua voglia di affermarsi e di essere amato sono come un fuoco che gli brucia dentro, ama Margaret, una donna rimasta vedova con due bambini che gli ha affittato una stanza e riversa su di lei tutto il suo desiderio di una vita migliore. Purtroppo il suo amore non è corrisposto, Margaret è morbosamente legata al ricordo del marito morto e non si sente attratta da lui. Il suo destino è rimanere solo.

## Produzione
Il film fu prodotto con poche sterline e una troupe tecnica di 15 persone, la produzione è durata solo 3 settimane.
Nel film compare William Hartnell, poi diventato famoso per aver interpretato il primo Dottore in Doctor Who.

## Distribuzione
All'inizio il film non sembrò avere un grande successo, ma si trasformò in film per drive-in in America e per coppiette in Europa.

## Premi e riconoscimenti
Presentato in concorso al 16º Festival di Cannes, valse al suo protagonista Richard Harris il premio per la migliore interpretazione maschile.

## Riconoscimenti
- Premi Oscar 1964
  - Candidatura miglior attore per Richard Harris
  - Candidatura migliore attrice per Rachel Roberts
- Festival di Cannes 1963
  - Premio per la migliore interpretazione maschile (Richard Harris)
  - Premio Fipresci
- BAFTA 1964
  - Candidatura miglior attore britannico Richard Harris
  - Migliore attrice britannica (Rachel Roberts)
- Semana Internacional de Cine de Valladolid 1964
  - Espiga de oro